# Belarussischer Journalistenverband
Der Belarussische Journalistenverband (BAJ) (belarussisch Беларуская асацыяцыя журналістаў / Belaruskaja assazyjazyja schurnalistau, russisch Белорусская ассоциация журналистов / Belorusskaja assoziazija schurnalistow) ist eine Nicht-Regierungsorganisation in Belarus. Er hat das Ziel, die freie Meinungsäußerung und den Erhalt auf das Recht zur Verbreitung von Informationen zu gewährleisten und die professionellen Standards des Journalismus zu fördern.

## Geschichte
Der Verband wurde im Jahr 1995 gegründet. Der BAJ ist Mitglied der Internationalen Journalisten-Föderation, der European Federation of Journalist und ein Partner der Organisation Reporter ohne Grenzen. Er beobachtet seit 1998 ständig Verstöße gegen die Meinungs- und Medienfreiheit. Seit 2000 veröffentlicht BAJ ein Fachmagazin Abajour.
Während der Proteste in Belarus 2020 sammelte der BAJ gemeinsam mit Reporter ohne Grenzen Beweise über Repressionen des Lukaschenka-Regimes gegen unabhängige Journalisten. Dem gemeinsamen Bericht zufolge erwies sich Belarus im Jahr 2020 als das gefährlichste Land für Journalisten in Europa. Der Verband unterstützt die verfolgten Journalisten auch rechtlich, obwohl er selbst den politischen Repressionen ausgesetzt ist.
Am 27. August 2021 wurde die Vereinigung vom Obersten Gericht von Belarus offiziell geschlossen. Es funktionierte jedoch weiterhin außerhalb von Belarus.
Am 28. Februar 2023 hat der KGB die Vereinigung als „extremistische Gruppe“ bezeichnet; infolgedessen kann die Mitgliedschaft mit einer Freiheitsstrafe geahndet werden.

## Leiter
- Schanna Litwina – bis zum 25. April 2015
- Andrej Bastunez – seit dem 25. April 2015[11]

## Auszeichnungen
- Im Jahr 2002 wurde der BAJ mit dem World Association of Newspapers’ Golden Pen of Freedom Award ausgezeichnet.[12]
- Im Jahr 2004 erhielt er vom Europäischen Parlament den Sacharow-Preis.[13]
- Im Juni 2011 erhielt der Verband den Atlantic Council Freedom Award.[14]
- Im November 2020 erhielt der Verband den ersten Media Freedom Award von Kanada und Vereinigtem Königreich.[15]
- Im August 2021 erhielt er den Gerd Bucerius-Förderpreis Freie Presse Osteuropas.[16]
- Im April 2022 wurde dem Verband der Guillermo Cano World Press Freedom Prize zuerkannt.[17]